# Football en Algérie pendant l'époque coloniale
 (janvier 2016).
Cet article traite du football en Algérie durant l'époque coloniale de 1830 à 1962.

## Historique du football en Algérie
Création des premiers organismes de football en Algérie

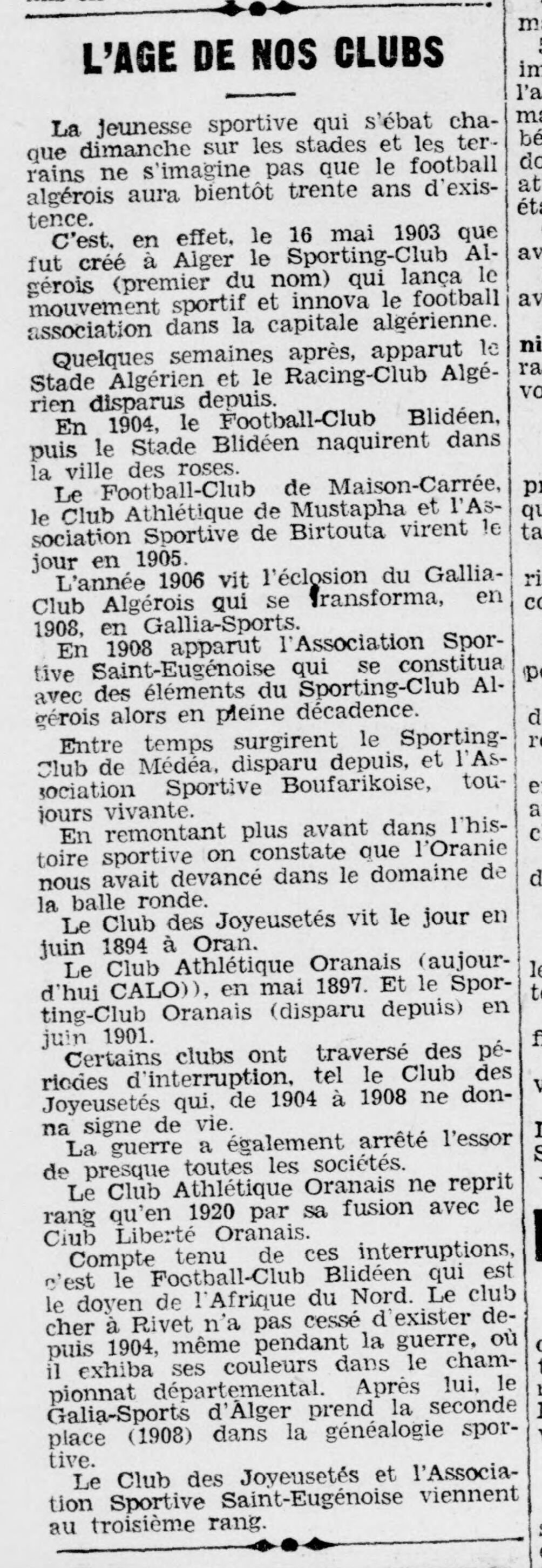
Histoire des clubs de l'Afrique du Nord.

## Création de clubs colons et musulmans de football en Algérie

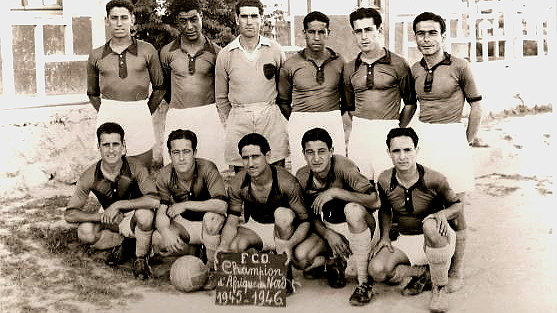
Image de l'équipe du Football Club d'Oran, vainqueur du Championnat d'Afrique du Nord en 1946

À la fin du XIXe siècle, en 1882 fut fondé le premier club de l'Afrique du Nord, L'Oranaise Club, il est aussi l'un des premiers du continent africain. En 1894, le Club des Joyeusetés d'Oran (CDJ Oran) est le deuxième club créé dans la région, d'autres clubs seront fondés par la suite, le CAL Oran, le Sporting Club Oranais, la Perrégauloise GS, le Sporting Club Mascaréen (1897) et le Joyeux Club Mascaréen et Ikbal Émancipation (1898) et ils ne furent pas les seuls clubs créés. Ces quatre clubs fondés à la fin du XIXe siècle sont les seuls qui naquirent au cours de ce siècle et sont considérés comme les doyens des clubs de football en Algérie, mais aussi au Maghreb. Plusieurs autres clubs apparaitront au cours du XXe siècle, qu'ils soient colons ou musulmans.

### Les clubs de la Ligue d'Oranie de football (L.O.F.A.)

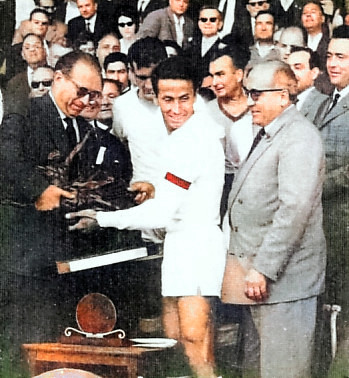
À Alger, le 8 mai 1960 en football, le capitaine du SC Bel-Abbès Gros, reçoit le trophée de la Coupe d'Algérie

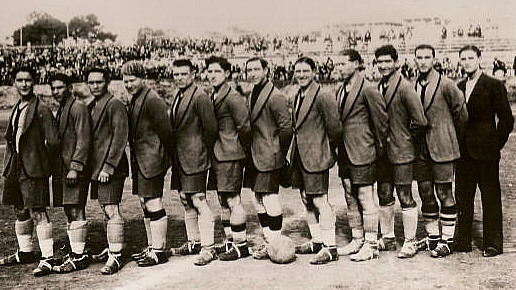
Image de l'équipe de football CDJ Oran prise en 1934

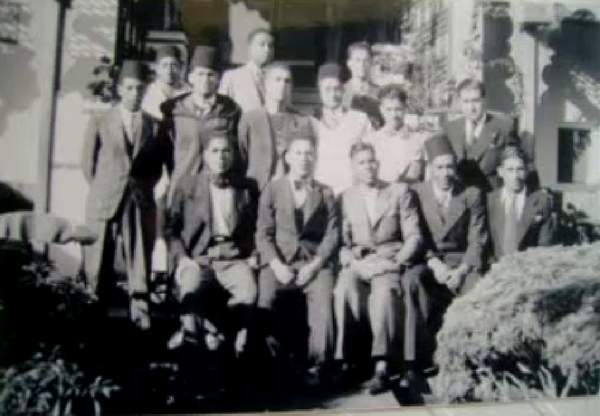
Les membres fondateurs de l'USM Oran en 1926

Dans l'Oranie à l'ouest du Pays, naquirent les premiers clubs d'Afrique française du Nord, L'Oranaise Club en 1882, le Club des Joyeusetés d'Oran (CDJ) en 1894 et le Club athlétique d'Oran en 1897 et qui deviendra des années plus tard le Club athlétique liberté d'Oran (CALO). Puis vint en 1900 le club colon de Mascara du nom de AGS Mascara, qui naquit de la fusion de deux clubs de la communauté des viticulteurs des coteaux de Mascara, il aura pour voisin le Ghali Club de Mascara qui officiellement est le premier club musulman en 1925. Après la première guerre mondiale. On recense plus d'une trentaine de clubs colons qui naquirent avant 1914, année du début de la première guerre mondiale. Parmi les plus célèbres d'entre eux était le club colon du Sporting Club de Bel-Abbès, créée en 1906. C'était le plus titrés d'Afrique du Nord à cette époque ; il était célèbre également pour contenir dans son effectif des soldats de la première garnison de la Légion étrangère. Un autre club colon de Mostaganem, fit son apparition officiellement en 1916 ; il s'agissait du ISC Mostaganem (soit Idéal Sporting Club de Mostaganem) ; il avait pour voisin le club du nom de JS Saint-Charles (soit Jeunesse Sportive de Saint-Charles) et l'Olympique Club Bosquetois en 1921. Puis vers 1919 à Aïn Témouchent, apparut à son tour le club colon USSC Témouchent (soit Union Sportive Sporting Club Témouchent). Il aura pour voisin le club de Rio Salado (aujourd'hui El Malah) du nom de SO Saladéen (soit Sport Olympique Saladéen), mais qui fera son apparition bien plus tard en 1935. Signalons aussi le club colon de Saïda, le GC Saïda (Gaité Club Saïda), fondé en 1918, qui contenait dans son effectif des joueurs soldats stationnés au deuxième centre de garnison de la Légion étrangère. Puis bien plus tard vers l'année 1930 apparaitra à son tour le club de Tiaret surnommée la Tiarétienne, et qui portait le nom de GS Tiaret (Gallia Sport de Tiaret).
Dans la ville même d'Oran, le football était si largement implanté que chacun de ses arrondissements contenait un ou plusieurs clubs de football déclarés officiellement. Si l'on prend l'exemple du sixième arrondissement de la ville (quartier de Chopôt - Maraval), dans les années 1940, on recensait quatre petites associations sportives que furent le RC Cité Petit (soit Racing Club Cité Petit), la JS Cité Petit (soit Jeunesse Sportive Cité Petit), Le SO Cuvelier (soit Sporting Olympique Cuvelier) et le SC Lamur (soit Sporting Club Lamur). On comprend donc que la ville d'Oran, le Département d'Oran tout entier à l'époque coloniale possédait le plus grand nombre de clubs de football du pays, voire de toute l'Afrique du Nord.
Au sein de la ville, il y avait donc plusieurs équipes départementales, certaines étaient anonymes et disputaient les championnats inférieurs de la Ligue d'Oran. Quant aux autres, elles jouaient régulièrement les premiers rôles. Parmi celles-ci, nous avions : le FC Oran (soit Feth Carteaux d'Oran) fondé en 1903, qui fusionna en 1944 avec le club SM Gambetta (soit Stade mondial Gambetta) et qui était la propriété de Étienne Gay un richissime négociant en vins de cette époque. Puis nous avions le GC Oran (soit Gallia Club d'Oran), fondé en 1906 ; ainsi que la GM Oran (soit Glorieuse Marine Oran) fondé en 1910. Il y a aussi le Mouloudia Club Musulman Oranais fondé en 1917 et qui deviendra le MC Oran en 1931. Puis l'AS Marine soit l'Association sportive marine Oran fondé en 1919 par le capitaine de marine Michel Spavone. Mais aussi la SS La Marsa (soit Société sportive La Marsa) et couramment appelé La Marsa, fondé en 1921 dans la commune de l'arsenal de Mers el-Kébir. Notons aussi l'apparition de la JS Saint-Eugène (soit Jeunesse sportive Saint-Eugène), fondé en 1921 dans le quartier de Saint Eugène à Oran ; mais aussi du club US Hammam Bou Hadjar (soit Union Sportive Hammam Bou Hadjar) fondé dans la cité balnéaire de Hammam Bou Hadjar. Deux ans plus tard apparaitra le club AS Eckmühl (soit Avenir sportive Eckmühl) fondé en 1925, longuement présidé par le docteur Charles Chouraki. Et l'Union Sportive Musulmane d'Oran (USM Oran) qui est officiellement le premier club musulman oranais et le deuxième au niveau de l'Oranie, il est créé en 1926 à Médina Jdida (Oran).
Par la suite d'autres clubs apparaîtront à partir des années 1940, tels que l'Association Sportive Musulmane d'Oran en 1933, le Sporting Club Médiouni d'Oran en 1946, le SC Choupôt (soit Sporting club Choupôt) ; le CO Boulanger (soit Sporting Club Boulanger) ou bien encore RC Oran (soit Racing Club Oran) ; JS Sidi Lahouari (soit Jeunesse Sportive Sidi Lahouari). Tous ces clubs de football, célèbres ou anonymes, étaient tous affiliés à la fois à la Fédération Française de Football Association et à la Ligue d'Oran de Football Association, et disputaient les différentes compétitions de la Ligue d'Oran, jusqu'en 1956 année d'arrêt des compétitions régionales.

### Les clubs locaux durant l'époque coloniale

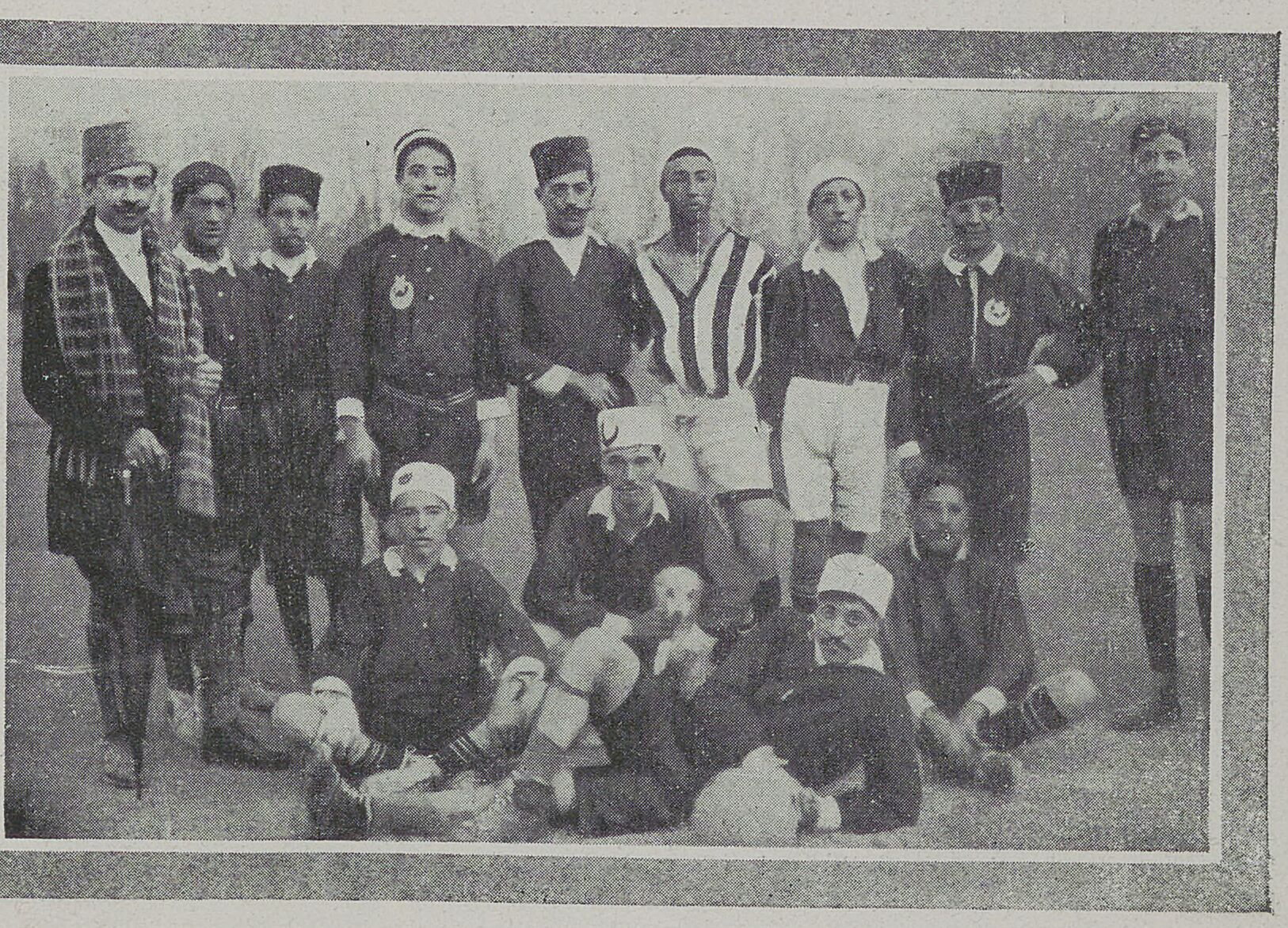
Croissant Club Blidéen en 1911
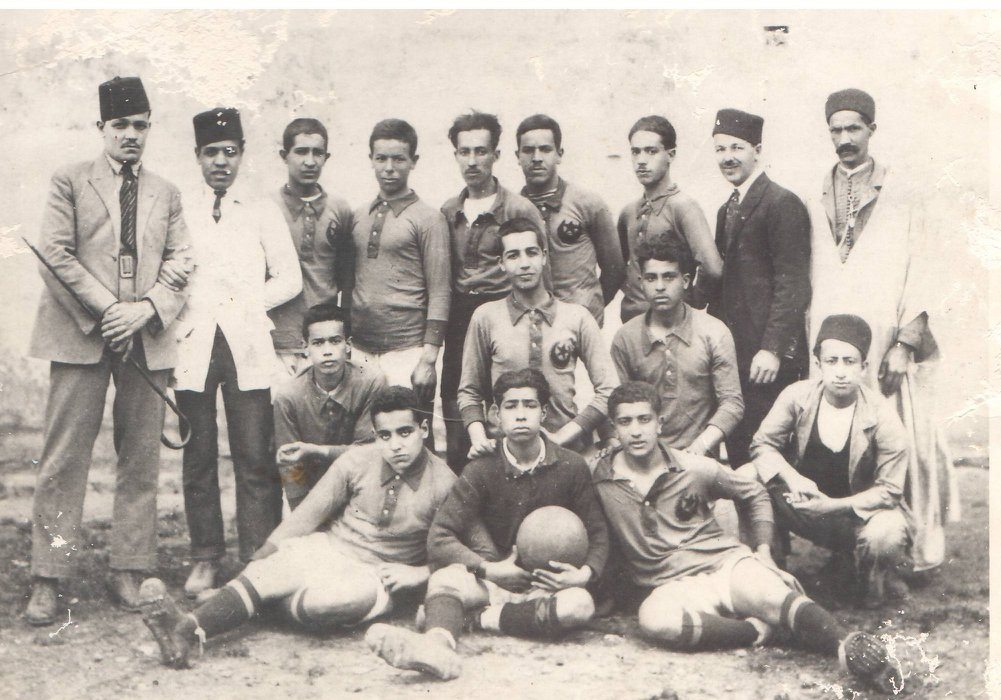
MC Alger en 1921
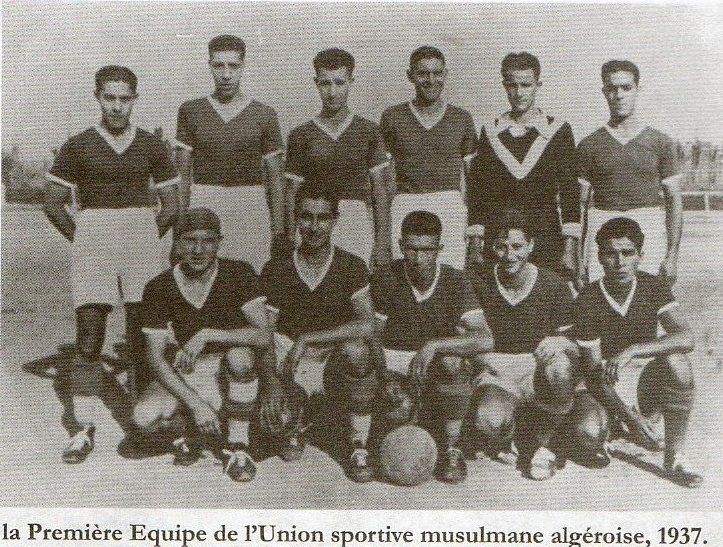
USM Alger en 1937
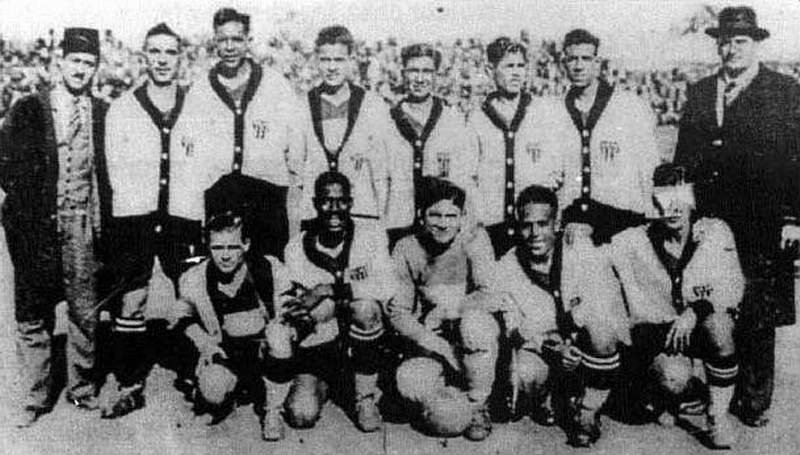
USM Oran en 1939
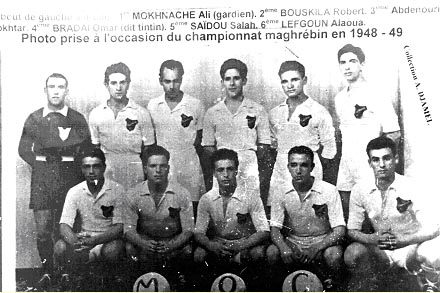
MO Constantine en 1939
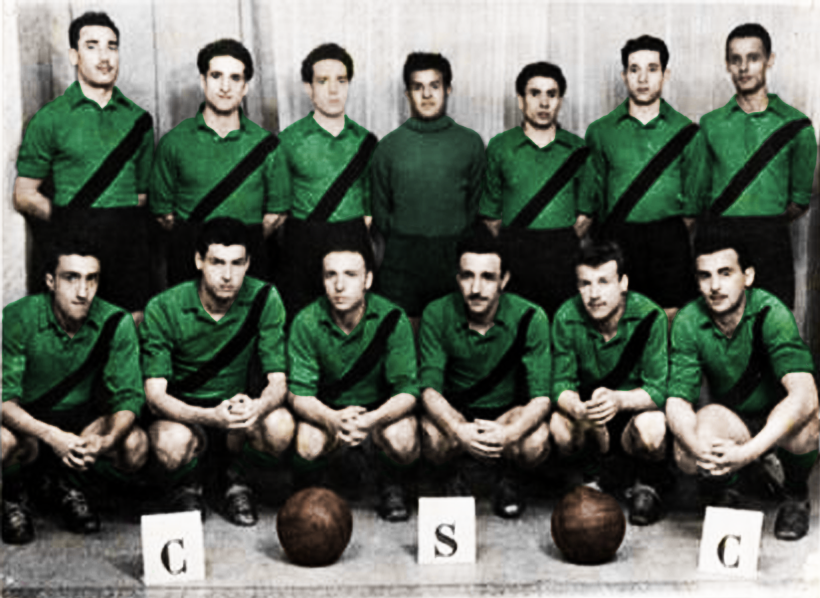
CS Constantine en 1953
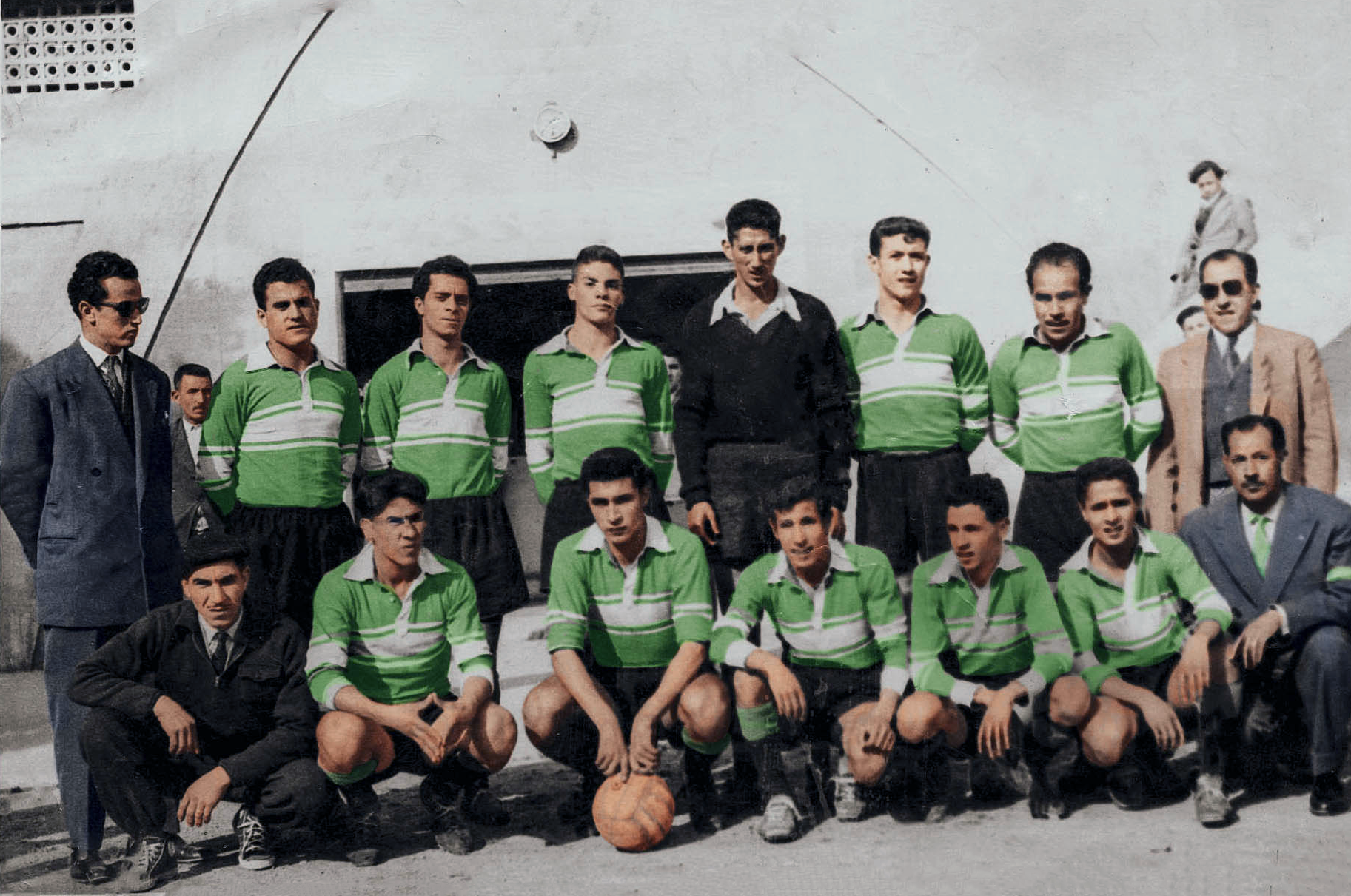
USM Blida en 1955
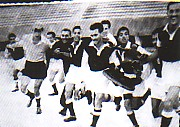
ESFM Guelma en 1955

## Organisation des premières compétitions de football en Algérie

### Palmarès à l'époque coloniale

#### Championnat des ligues départementales de football (1920-1962)
- Championnat DH Centre de la Ligue d'Alger de Football Association (LAFA), Palmarès[4] :

| Saison (1920-1930) | Champion d'Alger DH | Saison (1931-1940) | Champion d'Alger DH | Saison (1941-1950) | Champion d'Alger DH | Saison (1951-1960) | Champion d'Alger DH |
| Saison 1920-1921   | FC Blidéen          | Saison 1930-1931   | AS Boufarik         | Saison 1940-1941   | GS Alger            | Saison 1950-1951   | GS Alger            |
| Saison 1921-1922   | FC Blidéen          | Saison 1931-1932   | GS Alger            | Saison 1941-1942   | AS Boufarik         | Saison 1951-1952   | AS Saint-Eugène     |
| Saison 1922-1923   | FC Blidéen          | Saison 1932-1933   | AS Boufarik         | Saison 1942-1943   | AS Saint-Eugène     | Saison 1952-1953   | FC Blidéen          |
| Saison 1923-1924   | FC Blidéen          | Saison 1933-1934   | RU Alger            | Saison 1943-1944   | AS Saint-Eugène     | Saison 1953-1954   | GS Alger            |
| Saison 1924-1925   | AS Boufarik         | Saison 1934-1935   | RU Alger            | Saison 1944-1945   | AS Saint-Eugène     | Saison 1954-1955   | GS Alger            |
| Saison 1925-1926   | US Blida            | Saison 1935-1936   | AS Saint-Eugène     | Saison 1945-1946   | RU Alger            | Saison 1955-1956   | GS Orléansville     |
| Saison 1926-1927   | GS Orléansville     | Saison 1936-1937   | GS Alger            | Saison 1946-1947   | GS Alger            | Saison 1956-1957   | AS Saint-Eugène     |
| Saison 1927-1928   | GS Alger            | Saison 1937-1938   | AS Boufarik         | Saison 1947-1948   | O Hussein-Dey       | Saison 1957-1958   | GS Alger            |
| Saison 1928-1929   | FC Blidéen          | Saison 1938-1939   | RU Alger            | Saison 1948-1949   | O Hussein-Dey       | Saison 1958-1959   | O Hussein-Dey       |
| Saison 1929-1930   | AS Saint-Eugène     | Saison 1939-1940   | MC Alger            | Saison 1949-1950   | O Hussein-Dey       | Saison 1959-1960   | (formation CFA)     |

- Championnat de la Ligue d'Oran de Football Association (LOFA), Palmarès[5],[6] :

| Saison (1920-1930) | Champion d'Oranie   | Saison (1931-1940) | Champion d'Oranie   | Saison (1941-1950) | Champion d'Oranie   | Saison (1951-1960) | Champion d'Oranie | Saison (1961-1962) | Champion d'Oranie |
| Saison 1920-1921   | AS Marine d'Oran    | Saison 1930-1931   | GC Oran             | Saison 1940-1941   | AS Marine d'Oran    | Saison 1950-1951   | GC Mascara        | Saison 1960-1961   | USSC Témouchent   |
| Saison 1921-1922   | SC Bel-Abbès        | Saison 1931-1932   | Club des Joyeusetés | Saison 1941-1942   | Club des Joyeusetés | Saison 1951-1952   | SC Bel-Abbès      | Saison 1961-1962   | saison non achevé |
| Saison 1922-1923   | SC Bel-Abbès        | Saison 1932-1933   | USM Oran            | Saison 1942-1943   | USM Oran            | Saison 1952-1953   | SC Bel-Abbès      |                    |                   |
| Saison 1923-1924   | SC Bel-Abbès        | Saison 1933-1934   | Club des Joyeusetés | Saison 1943-1944   | USM Oran            | Saison 1953-1954   | SC Bel-Abbès      |                    |                   |
| Saison 1924-1925   | SC Bel-Abbès        | Saison 1934-1935   | USM Oran            | Saison 1944-1945   | USM Oran            | Saison 1954-1955   | SC Bel-Abbès      |                    |                   |
| Saison 1925-1926   | SC Bel-Abbès        | Saison 1935-1936   | GC Oran             | Saison 1945-1946   | FC Oran             | Saison 1955-1956   | SC Bel-Abbès      |                    |                   |
| Saison 1926-1927   | SC Bel-Abbès        | Saison 1936-1937   | Club des Joyeusetés | Saison 1946-1947   | SC Bel-Abbès        | Saison 1956-1957   | SC Bel-Abbès      |                    |                   |
| Saison 1927-1928   | SC Bel-Abbès        | Saison 1937-1938   | Club des Joyeusetés | Saison 1947-1948   | FC Oran             | Saison 1957-1958   | SC Bel-Abbès      |                    |                   |
| Saison 1928-1929   | AS Marine d'Oran    | Saison 1938-1939   | Club des Joyeusetés | Saison 1948-1949   | USM Oran            | Saison 1958-1959   | CAL Oran          |                    |                   |
| Saison 1929-1930   | Club des Joyeusetés | Saison 1939-1940   | AS Marine d'Oran    | Saison 1949-1950   | USM Oran            | Saison 1959-1960   | AGS Mascara       |                    |                   |

- Championnat DH Est de la Ligue de Constantine de Football Association (LCFA), Palmarès[7] :

| Saison (1920-1930) | Champion de Contantine DH | Saison (1931-1940) | Champion de Contantine DH | Saison (1941-1950) | Champion de Constantine DH | Saison (1951-1960) | Champion de Constantine DH |
| Saison 1920-1921   | US Constantine            | Saison 1930-1931   | SO Sétif                  | Saison 1940-1941   | Non Joué (Guerre)          | Saison 1950-1951   | USM Sétif                  |
| Saison 1921-1922   | RC Philippeville          | Saison 1931-1932   | RC Philippeville          | Saison 1941-1942   | JBAC Bône                  | Saison 1951-1952   | ESFM Guelma                |
| Saison 1922-1923   | AS Bône                   | Saison 1932-1933   | JS Guelma                 | Saison 1942-1943   | Non Joué                   | Saison 1952-1953   | JSM Philippeville          |
| Saison 1923-1924   | US Constantine            | Saison 1933-1934   | JS Guelma                 | Saison 1943-1944   | ??                         | Saison 1953-1954   | ESFM Guelma                |
| Saison 1924-1925   | US Constantine            | Saison 1934-1935   | JS Guelma                 | Saison 1944-1945   | ??                         | Saison 1954-1955   | ESFM Guelma                |
| Saison 1925-1926   | US Constantine            | Saison 1935-1936   | JBAC Bône                 | Saison 1945-1946   | USM Sétif                  | Saison 1955-1956   | Non Joué                   |
| Saison 1926-1927   | JS Philippeville          | Saison 1936-1937   | JBAC Bône                 | Saison 1946-1947   | JS Djidjelli               | Saison 1956-1957   | AS Bône                    |
| Saison 1927-1928   | RC Philippeville          | Saison 1937-1938   | JBAC Bône                 | Saison 1947-1948   | JS Djidjelli               | Saison 1957-1958   | AS Bône                    |
| Saison 1928-1929   | SO Sétif                  | Saison 1938-1939   | JBAC Bône                 | Saison 1948-1949   | MO Constantine             | Saison 1958-1959   | AS Bône                    |
| Saison 1929-1930   | AS Bône                   | Saison 1939-1940   | MO Constantine            | Saison 1949-1950   | AS Bône                    | Saison 1959-1960   | (formation CFA)            |

#### Championnat de France Amateur, CFA en Algérie (1959-1962)
En 1956, à la suite des indépendances du Maroc et de la Tunisie, un championnat CFA est créé par la FFF. Le but était de rassembler en un seul championnat tous les clubs de football de l'Algérie et de les inclure progressivement dans le football français. Pour cela on crée un échelon supérieur à la traditionnelle Division d'Honneur qui était jusque-là le plus haut degré du football nord-africain de club. Il était tout simplement appelé CFA (Championnat de Football Amateur).
À noter également qu'entre les saisons 1956-1957 et 1961-1962, les clubs musulmans boycottèrent la compétition afin de soutenir la cause du FLN qui promulguait l'idée d'indépendance. De plus, lors de la troisième année de ce CFA, la saison 1959-1960, les clubs non qualifiés parmi l'élite, regroupant quatre algérois, quatre Oranais et deux puis quatre associations de l'Est, disputèrent le championnat Division Honneur, échelon inférieur au CFA, en deux groupes.

##### Les saisons entre 1957-1959

###### Saison 1957-1958
- GS Alger (Alger) l'emporte en finale des play-offs[9] (qui se sont déroulés à Alger) face au SC Bel-Abbès 1 but à 0.

Les qualifiés pour cette phase furent les deux champions régionaux de l'Ouest et de l'Est : le SC Bel-Abbès et l'AS Bône, plus les deux premiers du championnat d'Alger que furent le GS Alger et l'AS Saint-Eugène.

###### Saison 1958-1959
- L'Olympique d'Hussein-Dey (Alger) l'emporte en finale des play-off[9] (qui se sont déroulés à Oran) face au SC Bel-Abbès 2 but à 1.

Les qualifiés pour cette phase furent les deux champions régionaux du Centre et de l'Est : l'Olympique d'Hussein-Dey et l'AS Bône, plus les deux premiers du championnat d'Oran que furent SC Bel-Abbès et le CAL Oran.
| Saison    | Champion                | Score | Dauphin      | Autres équipes des Play-Off |
| 1957-1958 | GS Alger                | 1-0   | SC Bel-Abbès | AS Bône et AS Saint-Eugène  |
| 1958-1959 | Olympique d'Hussein-Dey | 2-1   | SC Bel-Abbès | AS Bône et CAL Oran         |

##### Les saisons entre 1959-1962
De la saison 1959-1960 à la saison 1961-1962, une nouvelle formule est instaurée avec le championnat de France Amateur (CFA) regroupant les premiers des ligues (LOFA, LAFA, LCFA) du dernier championnat régional régional DH de la saison 1958-1959 et constituant ainsi la 6e Ligue CFA du football Français.
| Classement | Saisons         | Saisons         | Saisons         |
| ---------- | --------------- | --------------- | --------------- |
| Classement | 1959-1960       | 1960-1961       | 1961-1962       |
| 1          | SC Bel-Abbès    | AS Saint-Eugène | GS Alger        |
| 2          | CAL Oran        | SC Bel-Abbès    | AS Saint-Eugène |
| 3          | FC Blida        | FC Blida        | SC Bel-Abbès    |
| 4          | AS Saint-Eugène | GS Orléanville  | FC Blida        |
| 5          | O Hussein Dey   | AGS Mascara     | CAL Oran        |
| 6          | JS Saint-Eugène | JS Saint-Eugène | GS Orléanville  |
| 7          | La Marsa        | CAL Oran        | JS Saint-Eugène |
| 8          | GS Alger        | La Marsa        | AS Batna        |
| 9          | AS Bône         | O Hussein Dey   | AGS Mascara     |
| 10         | ROP Constantine | SCP             | USSC Témouchent |
| 11         | -               | -               | ROP Constantine |
| 12         | -               | -               | AS Bône         |

L'année 1962 est l'année qui voit le peuple algérien acquérir son indépendance, c'est aussi la fin du football colonial en Algérie. Le premier Bureau Fédéral de la Ligue d'Algérie de football, appelé à devenir la future Fédération algérienne de football réorganisera le football algérien avec la création les deux années suivantes d'un « critérium » puis d'un championnat national de football algérien.

### Les Coupes Période coloniale
Il existait déjà à cette époque, vers la fin des années 1950, une compétition similaire appelé Coupe d'Algérie de football" et qui se disputait uniquement entre clubs algériens mais colons. Ce fut le résultat d'un long processus à la fois sportif, politique et historique.
Lorsque le football fait son apparition en Afrique du Nord, il n'était pas encore assez structuré pour l'organisation de grandes compétitions de football. Au début du XXe siècle, des petits challenges de football apparaissent en 1904 et 1905, ainsi que des critériums en 1911 et 1912. Ces petites compétitions désignèrent des champions non officiels, car les organismes de tutelle arrivèrent bien plus tard en France (USFSA en 1913 et FFFA en 1919) où le chaos régnait car plusieurs fédérations de football coexistaient.
L'Afrique du Nord était alors découpée en cinq régions où chacune possédait une ligue de football. Ainsi nous avions la Ligue du Maroc de Football Association ou LMFA pour le Maroc ; la Ligue d'Oran de Football Association ou LOFA pour l'Oranais ; la Ligue d'Alger de Football Association ou LAFA pour l'Algerois ; la Ligue de Constantine de Football Association ou LCFA pour le Constantinois ; et la Ligue de Tunisie de Football Association ou LTFA pour la Tunisie.
Chacune de ces ligues organisaient des championnats de football (entre 1920 et 1959) de différents niveaux dont le plus haut était appelé Division Honneur (DH). Parallèlement, une compétition de football de plus grande envergure apparaît au cours de l'année 1921, appelée Championnat d'Afrique du Nord de football. Cette compétition était régie par l'Union des ligues nord-africaines de football créée la même année, et regroupait tous les champions de la division honneur des ligues nord-africaines de football. Le vainqueur était sacré "Champion d'Afrique du Nord", et se voyait remettre un objet d'art. Celui-ci conservait son trophée une saison et se voyait l'honneur de défendre son due en étant automatiquement qualifié pour la prochaine édition accompagné d'un autre club de sa ligue.

#### La Coupe d'Oranie (1920-1956)
Fondée en 1920, la Coupe d'Oranie, est la plus ancienne compétition de coupe régionale de football en Afrique du Nord française, organisée par la Ligue d'Oran de Football Association, elle concernait les clubs du département d’Oran en vue de désigner ses trois représentants à la Coupe d’Afrique du Nord. En 1956, elle est remplacée par la Coupe d'Algérie (époque coloniale).

#### La Coupe d'Afrique du Nord (1930-1956)
Durant l'année 1930, la Coupe d'Afrique du Nord de football apparaît à son tour. Cette ancienne compétition de football était également régie par l'Union des ligues nord-africaines de football. Elle fonctionnait sur le même modèle que celui de la Coupe de France, et opposait de nombreux clubs des cinq ligues nord-africaines de football. Ces clubs se qualifiaient pour la compétition à la suite de tournois préliminaires où le vainqueur représentait sa région. À la fin de la Seconde Guerre mondiale, une nouvelle compétition régionale de type "coupe" apparaît à Alger, il s'agit de la Coupe Forconi. Cette compétition qui eut lieu entre les années 1946 et 1957, désignait à la fois le vainqueur de ce trophée et le qualifiait en tant que représentant de la Ligue d'Alger pour la Coupe d'Afrique du Nord de football. Le vainqueur de cette « Coupe d'Afrique du Nord », se voyait lui aussi remettre un objet d'art. Celui-ci conservait son trophée une saison et se voyait l'honneur de défendre lui aussi son dû en étant automatiquement qualifié pour la prochaine édition accompagné d'un autre club de sa ligue.
Ce challenge, qui connut un immense succès populaire, disparaîtra en 1956. La raison fut simple, de 1954 à 1956, les clubs nord-africains qui jusque-là étaient non autorisés, furent admis à disputer la Coupe de France de football. De plus, les indépendances du Maroc et de la Tunisie durant l'année 1956 rendirent inutile l'organisation de cette compétition dont la dimension géographique concernait l'Afrique du Nord française.

#### La Coupe Forconi de football (1946-1957)
La Coupe Forconi était une compétition organisée par la Ligue d'Alger de Football Association de modèle "coupe", et de dimension régionale ou départementale. À cette époque Alger était un département français couvrant plus de 170 000 km2 comprenant les villes d'Alger, d'Aumale, de Blida, de Médéa, de Miliana, d'Orléansville et de Tizi Ouzou. Créée en 1946, à la fin de la Seconde Guerre mondiale, cette compétition eût lieu jusqu'en 1957. Ce fut la seule coupe de football de dimension départementale en Afrique du Nord à l'époque coloniale. La compétition fut nommée Coupe Forconi en mémoire d’Edmond Forconi, Vice-Président de la Ligue d'Alger à cette époque, après qu'il décéda des suites de ses blessures de guerre. Cette coupe départementale était très populaire également car elle concernait toutes les équipes affiliées à la Ligue d'Alger quels que soient leurs niveaux. De 1946 jusqu'en 1957, le vainqueur de cette compétition se voyait remettre un trophée qu'il conservait une saison et avait l'honneur de défendre également son due mais au stade des quarts de finale de la compétition de l'édition suivante. Si ce système fut conçu de cette manière c'est que la raison était évidente; le vainqueur était également qualifié à la Coupe d'Afrique du Nord, ce qui lui permettait donc de se consacrer pleinement à cette compétition sans se soucier des tours préliminaires pour la prochaine édition de la Coupe Forconi. La compétition disparaitra à la suite de la disparition de la Coupe d'Afrique du Nord conjuguée aux indépendances du Maroc et de la Tunisie durant l'année 1956.

#### La Coupe d'Algérie (1957-1962)
Deux événements majeurs bousculèrent le football colonial nord-africain qui contribuèrent indirectement à la création de cette Coupe d'Algérie d'époque coloniale. Tout d'abord, durant l'année 1956, la France reconnaît l'indépendance du Maroc (sous domination française depuis le Traité de Fès le 30 mars 1912) et de la Tunisie (sous domination française depuis le Traité du Bardo le 12 mai 1881). Ce fait historique eût un impact fort sur l'organisation des compétitions de football en Afrique du Nord. Les grandes compétitions telles que le Championnat d'Afrique du Nord de football ou la Coupe d'Afrique du Nord de football disparurent à la suite des retraits des clubs marocains et tunisiens. Seules les clubs algériens des ligues d'Alger, d'Oran et de Constantine continuèrent à jouer des compétitions organisés par des organismes français.

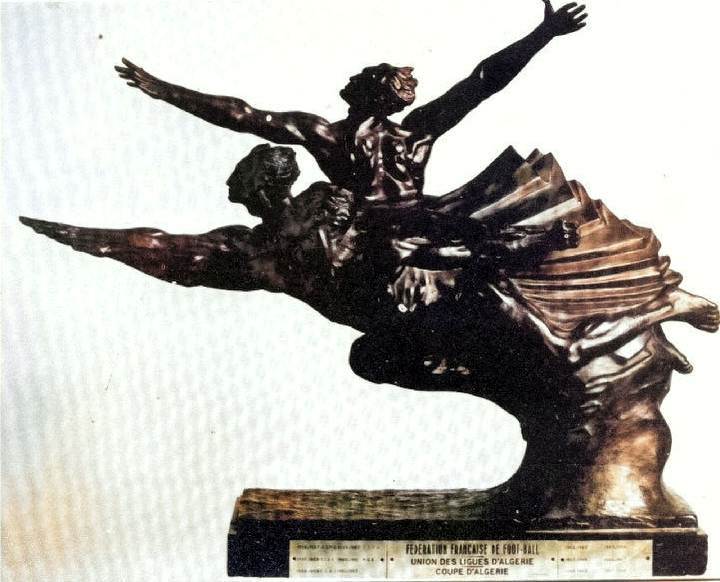
Trophée de la Coupe d'Algérie de football (1957-1962), compétition d'époque coloniale qui se déroula de 1957 à 1962 en Algérie.

Et enfin, toujours la même année, un événement majeur va se produire en fin de saison sportive. Jusqu'en mai 1956, les compétitions en Algérie se déroulèrent le plus normalement du monde, malgré une atmosphère menaçante parce que le FLN avait déclenché deux ans auparavant, la Guerre de Libération national le 1er novembre 1954. Un événement important survint avant la finale de la Coupe d'Afrique du Nord de football où les deux clubs de Sidi Bel Abbès, le Sporting Club de Bel-Abbès (club colon) et l'Union sportive medinat Bel-Abbès (club musulman) devaient s'affronter. l'USM Bel-Abbès formula des réserves à l'encontre du joueur nommé Gros capitaine du SC Bel-Abbès car il était sous le coup d'une suspension pour la finale. Le SC Bel-Abbès mit la pression sur la Ligue d'Oran qui décida à la surprise générale de qualifier pour la rencontre le capitaine du sporting. Devant cette incompréhension, les usmistes qui vécurent la décision comme une injustice déclarèrent forfait, déclenchant une vague de protestation tant dans l'Oranie que dans toute l'Afrique du Nord. Le FLN saisit alors cette opportunité et lança un appel solennel qui était de boycotter toutes les compétitions en signe de protestation. De ce fait toutes les associations musulmanes décidèrent de se saborder et restèrent inactifs jusqu'à l'Indépendance de l'Algérie.
Compte tenues de ces bouleversements à la fois historiques, politiques et sportifs, on réorganisa massivement le football et ses compétitions sur le territoire algérien. L'idée était d'intégrer rapidement et directement les différents clubs algériens dans le système du football français. Pour cela on créa un échelon supérieur à la traditionnelle Division Honneur (DH), que l'on nomma CFA. Ainsi naquit le Championnat d'Algérie CFA organisé par la Fédération Française de Football Association et eût lieu entre les années 1957 et 1962. Parallèlement on créera également une Coupe d'Algérie de football, une année avant le Championnat d'Algérie CFA, et ce malgré l'autorisation des clubs algériens en Coupe de France. À partir de l'année 1956 seuls les clubs colons restèrent en lice pour cette compétition qui se déroula jusqu'en 1962, édition qui fut interrompue avant son terme au stade des tours préliminaires.

## Finales

### Coupe d'Algérie de football (époque coloniale) (1956-1962)
| Édition               | Date                                          | Vainqueur                                     | Score                                         | Finaliste                                     | Lieu                                          |
| --------------------- | --------------------------------------------- | --------------------------------------------- | --------------------------------------------- | --------------------------------------------- | --------------------------------------------- |
| 1956-1957 Match aller | 28 avril 1957                                 | AS Marine d'Oran                              | 2 - 2                                         | AGS Mascara                                   | Stade Vincent-Monréal, Oran                   |
| Match retour          | 12 mai 1957                                   | AS Marine d'Oran                              | 2 - 2                                         | AGS Mascara                                   | Stade Vincent-Monréal, Oran                   |
| Match d'appui         | 16 mai 1957                                   | AS Marine d'Oran                              | 3 - 1ap                                       | AGS Mascara                                   | Stade Vincent-Monréal, Oran                   |
| 1957-1958             | 25 mai 1958                                   | SC Bel-Abbès                                  | 4 - 0                                         | AS Saint-Eugène                               | Stade Henri Fouquès-Duparc, Oran              |
| 1958-1959             | 5 avril 1959                                  | SC Bel-Abbès                                  | 1 - 0                                         | SS La Marsa                                   | Stade Henri Fouquès-Duparc, Oran              |
| 1959-1960             | 8 mai 1960                                    | SC Bel-Abbès                                  | 3 - 0                                         | Olympique d'Hussein-Dey                       | Stade Municipal de Saint-Eugène, Alger        |
| 1960-1961             | 16 mai 1961                                   | Perrégauloise GS                              | 2 - 1                                         | GS Alger                                      | Stade Henri Fouquès-Duparc, Oran              |
| 1961-1962             | L'édition fut arrêtée aux tours préliminaires | L'édition fut arrêtée aux tours préliminaires | L'édition fut arrêtée aux tours préliminaires | L'édition fut arrêtée aux tours préliminaires | L'édition fut arrêtée aux tours préliminaires |

### Coupe Forconi de football (1946-1957)
| Éditions    | Dates          | Vainqueurs                  | Scores              | Finalistes       | Lieux des rencontres                          |
| 1944-1945   | 4 février 1945 | USM Blida (1)               | 1 - 0               | RS Alger         | Stade Municipal d'Alger (Alger)               |
| 1945 - 1946 | 11 mai 1946    | FC Blida (1)                | 1 - 0               | GS Alger         | Stade Municipal d'Alger (Alger)               |
| 1946 - 1947 | 1er juin 1947  | RS Alger (1)                | 2 - 1               | O Hussein Dey    | Stade Communal de Saint-Eugène (Saint-Eugène) |
| 1947 - 1948 | 3 juin 1948    | MC Alger (1)                | 5 - 3 a.p           | AS Saint-Eugène  | Stade Communal de Saint-Eugène (Saint-Eugène) |
| 1948 - 1949 | 25 mai 1949    | GS Alger (1)                | 1 - 1 a.p (1er But) | AS Saint-Eugène  | Stade Communal de Saint-Eugène (Saint-Eugène) |
| 1949 - 1950 | 18 juin 1950   | Olympique d'Hussein-Dey (1) | 2 - 0               | FC Blida         | Stade Communal de Saint-Eugène (Saint-Eugène) |
| 1950 - 1951 | 3 juin 1951    | MC Alger (2)                | 3 - 2 a.p           | AS Saint-Eugène  | Stade Communal de Saint-Eugène (Saint-Eugène) |
| 1951 - 1952 | 15 juin 1952   | FC Blida (2)                | 3 - 1               | MC Alger         | Stade Communal de Saint-Eugène (Saint-Eugène) |
| 1952 - 1953 | 24 mai 1953    | RC Maison Carrée (1)        | 5 - 1               | RU Alger         |                                               |
| 1953 - 1954 | 4 avril 1954   | O Hussein Dey (2)           | 3 - 2               | RC Maison Carrée |                                               |
| 1954 - 1955 | 31 mars 1955   | AS Saint-Eugène (1)         | 2 - 1               | RS Alger         |                                               |
| 1955 - 1956 | 29 avril 1956  | RC Maison Carrée (2)        | 4 - 0               | SCU El-Biar      |                                               |
| 1956 - 1957 | 2 juin 1957    | FC Blida (3)                | 1 - 0               | RC Maison Carrée | Stade de Boufarik (Boufarik)                  |
| 1957 - 1958 | 26 mai 1958    | O Hussein Dey (3)           | 3 - 1               | RU Alger         |                                               |
| 1958 - 1959 | 7 mai 1959     | GS Alger (2)                | 3 - 1 a.p           | GS Orléansville  | Stade d'El Biar (El Biar)                     |
| 1959 - 1960 | 12 juin 1960   | GS Alger (3)                | 3 - 1               | RU Alger         | Stade Communal de Saint-Eugène (Saint-Eugène) |
| 1960 - 1961 |                |                             |                     |                  |                                               |
| 1961 - 1962 |                |                             |                     |                  |                                               |

Coupe Myladi de football 
MC Alger Champion: 1952, 1955 et 1956

### Coupe d'Oranie de football (1920-1956)
| Éditions  | Dates                                                       | Vainqueurs                                                  | Scores                                                      | Finalistes                                                  | Lieux des rencontres                                        | Réf.                                                        |
| 1920-1921 |                                                             |                                                             | -                                                           |                                                             | Stade du Gallia (Oran)                                      | [ 12 ]                                                      |
| 1921-1922 |                                                             | CDJ Oran                                                    | -                                                           | GM Oran                                                     | Stade du FCO (Oran)                                         |                                                             |
| 1922-1923 |                                                             | SC Bel Abbès                                                | 2 - 1                                                       | CDJ Oran                                                    | Stade du Gallia (Oran)                                      |                                                             |
| 1923-1924 | 30 avril 1924                                               | SC Bel Abbès                                                | 3 - 0                                                       | SC Sigois                                                   | Stade des Amarnas (Sidi Bel Abbès)                          | [ 13 ]                                                      |
| 1924-1925 |                                                             | CDJ Oran                                                    | 5 - 0                                                       | GC Oranais                                                  | Stade du Gallia (Oran)                                      |                                                             |
| 1925-1926 |                                                             | CAL Oran                                                    | 1 - 0ap                                                     | CDJ Oran                                                    | Stade du Gallia (Oran)                                      | [ 14 ]                                                      |
| 1926-1927 | 3 avril 1927                                                | CDJ Oran                                                    | 1 - 0ap                                                     | CAL Oran                                                    | Stade du Gallia (Oran)                                      | [ 14 ]                                                      |
| 1927-1928 | 6 mai 1928                                                  | CDJ Oran                                                    | 1 - 0                                                       | CAL Oran                                                    | Stade du Gallia (Oran)                                      | [ 15 ]                                                      |
| 1928-1929 | 7 avril 1929                                                | CAL Oran                                                    | 1 - 0ap                                                     | GC Oranais                                                  | Stade du CDJ (Oran)                                         | [ 16 ]                                                      |
| 1929-1930 | 1er juin 1930                                               | GC Oran                                                     | 4 - 3                                                       | JS Saint-Eugène                                             |                                                             | [ 17 ]                                                      |
| 1930-1931 |                                                             |                                                             | -                                                           |                                                             |                                                             |                                                             |
| 1931-1932 |                                                             |                                                             | -                                                           |                                                             |                                                             |                                                             |
| 1932-1933 |                                                             |                                                             | -                                                           |                                                             |                                                             |                                                             |
| 1933-1934 |                                                             |                                                             | -                                                           |                                                             |                                                             |                                                             |
| 1934-1935 |                                                             |                                                             | -                                                           |                                                             |                                                             |                                                             |
| 1935-1936 |                                                             |                                                             | -                                                           |                                                             |                                                             |                                                             |
| 1936-1937 |                                                             |                                                             | -                                                           |                                                             |                                                             |                                                             |
| 1937-1938 |                                                             |                                                             | -                                                           |                                                             |                                                             |                                                             |
| 1938-1939 |                                                             |                                                             | -                                                           |                                                             |                                                             |                                                             |
| 1939-1940 | Compétition annulée à cause de la Seconde Guerre mondiale   | Compétition annulée à cause de la Seconde Guerre mondiale   | Compétition annulée à cause de la Seconde Guerre mondiale   | Compétition annulée à cause de la Seconde Guerre mondiale   | Compétition annulée à cause de la Seconde Guerre mondiale   | Compétition annulée à cause de la Seconde Guerre mondiale   |
| 1940-1941 | 20 avril 1941                                               | AS Marine d'Oran                                            | 1 - 0                                                       | CDJ Oran                                                    | Stade Alenda (Oran)                                         | [ 18 ]                                                      |
| 1939-1940 | Compétitions annulées à cause de la Seconde Guerre mondiale | Compétitions annulées à cause de la Seconde Guerre mondiale | Compétitions annulées à cause de la Seconde Guerre mondiale | Compétitions annulées à cause de la Seconde Guerre mondiale | Compétitions annulées à cause de la Seconde Guerre mondiale | Compétitions annulées à cause de la Seconde Guerre mondiale |
| 1941-1942 | Compétitions annulées à cause de la Seconde Guerre mondiale | Compétitions annulées à cause de la Seconde Guerre mondiale | Compétitions annulées à cause de la Seconde Guerre mondiale | Compétitions annulées à cause de la Seconde Guerre mondiale | Compétitions annulées à cause de la Seconde Guerre mondiale | Compétitions annulées à cause de la Seconde Guerre mondiale |
| 1942-1943 | Compétitions annulées à cause de la Seconde Guerre mondiale | Compétitions annulées à cause de la Seconde Guerre mondiale | Compétitions annulées à cause de la Seconde Guerre mondiale | Compétitions annulées à cause de la Seconde Guerre mondiale | Compétitions annulées à cause de la Seconde Guerre mondiale | Compétitions annulées à cause de la Seconde Guerre mondiale |
| 1943-1944 | Compétitions annulées à cause de la Seconde Guerre mondiale | Compétitions annulées à cause de la Seconde Guerre mondiale | Compétitions annulées à cause de la Seconde Guerre mondiale | Compétitions annulées à cause de la Seconde Guerre mondiale | Compétitions annulées à cause de la Seconde Guerre mondiale | Compétitions annulées à cause de la Seconde Guerre mondiale |
| 1944-1945 | Compétitions annulées à cause de la Seconde Guerre mondiale | Compétitions annulées à cause de la Seconde Guerre mondiale | Compétitions annulées à cause de la Seconde Guerre mondiale | Compétitions annulées à cause de la Seconde Guerre mondiale | Compétitions annulées à cause de la Seconde Guerre mondiale | Compétitions annulées à cause de la Seconde Guerre mondiale |
| 1945-1946 |                                                             |                                                             | -                                                           |                                                             |                                                             |                                                             |
| 1946-1947 |                                                             |                                                             | -                                                           |                                                             |                                                             |                                                             |
| 1947-1948 |                                                             |                                                             | -                                                           |                                                             |                                                             |                                                             |
| 1948-1949 | 29 mai 1949                                                 | CAL Oran                                                    | 2 - 1                                                       | AS Musulman                                                 | Stade Vincent-Monréal (Oran)                                |                                                             |
| 1949-1950 |                                                             |                                                             | -                                                           |                                                             |                                                             |                                                             |
| 1950-1951 |                                                             |                                                             | -                                                           |                                                             |                                                             |                                                             |
| 1951-1952 | mai 1952                                                    | USM Oran                                                    | 1 - 0                                                       | GC Oranais                                                  | Stade Vincent-Monréal (Oran)                                |                                                             |
| 1952-1953 |                                                             |                                                             | -                                                           |                                                             |                                                             |                                                             |
| 1953-1954 |                                                             |                                                             | -                                                           |                                                             |                                                             |                                                             |
| 1954-1955 |                                                             |                                                             | -                                                           |                                                             |                                                             |                                                             |
| 1955-1956 |                                                             |                                                             | -                                                           |                                                             |                                                             |                                                             |